# Jérémy Henin
Jérémy Henin (Harfleur, 12 november 1977) is een Franse voetballer (verdediger) die sinds 2010 voor de Franse tweedeklasser Angers SCO uitkomt.